# Leptogenys testacea
Leptogenys testacea es una especie de hormiga del género Leptogenys, subfamilia Ponerinae.

## Taxonomía
Fue descrita por Donisthorpe en 1948.